# USS Farragut (DDG-99)
El USS Farragut (DDG-99), llamado así en honor al almirante David Farragut, es el 49.º destructor de la clase Arleigh Burke, en servicio con la Armada de los Estados Unidos desde 2006.

## Nombre
Su nombre USS Farragut honra al almirante David Farragut.

## Construcción
Ordenado el 6 de marzo de 1998 al Bath Iron Works (Maine), su construcción inició con la colocación de la quilla el 7 de enero de 2004. El casco fue botado el 9 de julio de 2005 y el buque completado entró en servicio el 10 de junio de 2006.

## Historial de servicio

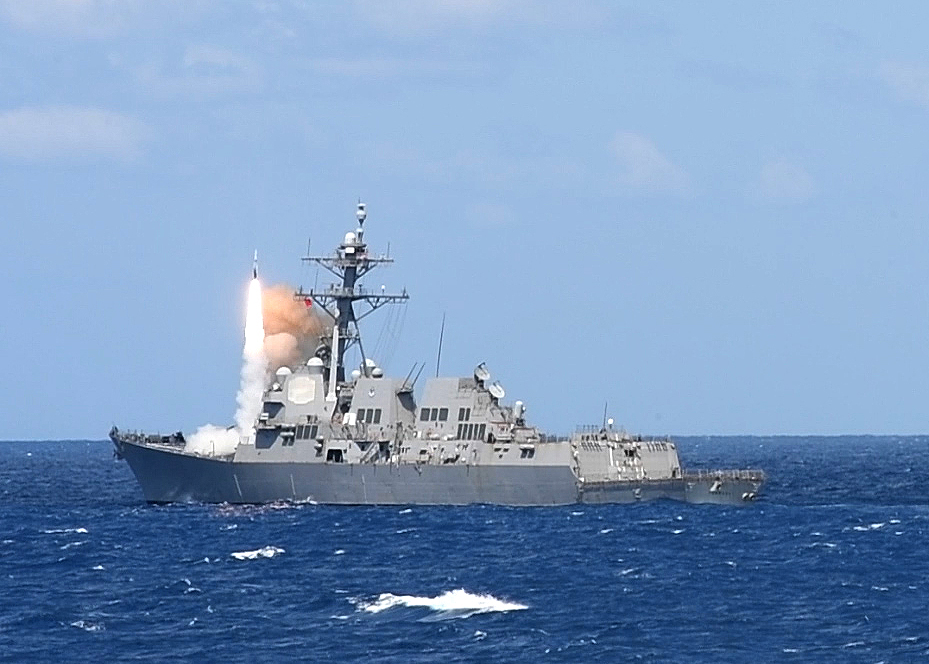
El USS Farragut (DDG-99) lanzando un misil en el año 2018.

Está asignado en la Flota del Atlántico y su apostadero es la base naval de Mayport (Jacksonville, Miami).